# Трон Солнца
Трон Солнца или Солнечный трон (перс. تخت خورشید‎) – трон шаха Персии.

## История
Был изготовлен в 1798 году по заказу Фетх Али-шаха.
Изображение сияющего солнца с ликом – символ персидской монархии. Помещённое изображение солнца в изголовии трона дало его название.
Учёные предполагают, что трон был создан по подобию мраморного трона, установленного во дворце Голестан в Тегеране.
Позже, трон получил название Трон Павлина (перс. تخت طاووس‎). Это связано с браком Фетх Али-хаша на Тавус Тадж ад-Даула, в честь которой трон и переименовали. При этом на троне нет ни одного изображения павлина.
Не стоит путать персидский трон Павлина с Троном Павлина Шах-Джахана Великих Моголов – это разные троны.
Трон Солнца долгое время оставался троном, который использовался на коронациях шахов Персии, а затем шахиншахов Ирана.
До 1980 года трон был установлен в Зеркальном зале дворца Голестан.
В настоящее время экспонируется в Национальной сокровищнице Центрального Банка Ирана.

## Описание
Трон Солнца имеет форму приподнятой платформы на резных ножках, с серебряной лестницей в две ступени, золотыми перилами, инкрустированными более чем 30 тысячами драгоценных камней. На спинку трона установлен золотой диск с изображением солнца, усыпанного бриллиантами.

## Изображения
- Солнечный трон в Зеркальном зале дворца Голестан (1910)
- 1922 год
- Насер ад-Дин Шах восседающий на нижней ступени Солнечного трона